# Дорсодуро

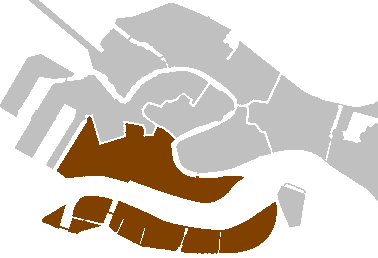
Район на схеме города.

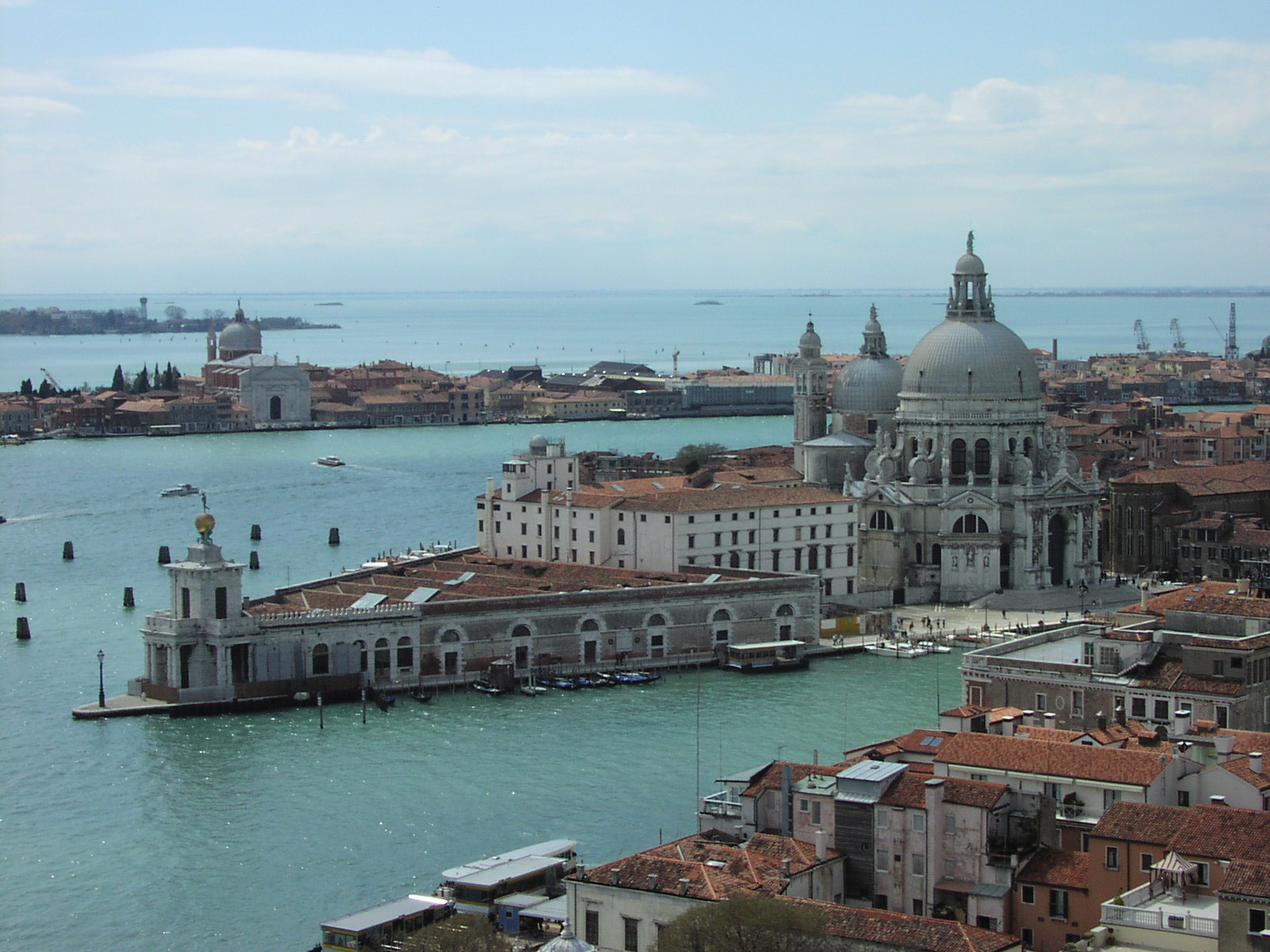
«Треугольник» Пунта-делла-Догана восточной оконечности острова Джудекка

Дорсодуро (итал. Dorsoduro — «Крепкая, прочная спина, жёсткий хребет») — один из шести сестиере — исторических районов Венеции. Расположен между центром города и лагуной. Название возникло от твёрдой почвы и относительно высокого берега в этом районе города.
Район также включает в свой состав острова Джудекка и Сакка-Физола. Центром района является набережная Неисцелимых, проложенная вдоль канала Джудекка. Это южное побережье Венеции застраивалось начиная с VI века.
В XIX веке Мост Академии через Гранд-канал связал Дорсодуро с районом Сан-Марко.
Дорсодуро — «артистический» район Венеции. В восточной его части находятся несколько художественных галерей и музеи — Галерея Академии и Коллекция Пегги Гуггенхайм. В западной части располагаются жилые кварталы.
Достопримечательности Дорсодуро:
- Церковь Санта-Мария-делла-Салюте (Chiesa di Santa Maria della Salute — Церковь во имя Святой Марии Спасительницы)
- Ка-Фоскари. С 1934 года во дворце находится Музей венецианского сеттеченто (Museo del Settecento Veneziano) — искусства Венеции XVIII века.
- Кампо Сан Барнаба (Campo di San Barnaba) с церковью (Chiesa di San Barnaba)
- Готическая церрковь Сан Грегорио (San Gregorio) — не действующая, некогда входившая в состав аббатства (упразднено)
- Кампо Санта-Маргерита
- Галерея Академии (Gallerie dell’Accademia)
- Коллекция Пегги Гуггенхайм https://www.guggenheim-venice.it/
- Церковь Иль Реденторе (Il Redentore)
- Палаццо Ариани (Palazzo Ariani) 14 века en:Palazzo Ariani
- Палаццо Брандолин-Рота
- Палаццо Дарио (Palazzo Dario) XV века
- Палаццо Джустиниано Реканати (Palazzo Giustinian Recanati) en:Palazzo Giustinian Recanati
- Palazzo Orio Semitecolo Benzon
- Palazzo Zenobio
- Пунта-делла-Догана (здание Таможни и художественный музей)
- Сан-Панталон (церковь)
- Сан-Тровасо (церковь)
- Церковь Санта-Мария-дей-Кармини
- Сан-Себастьяно (церковь)
- Scuola Grande dei Carmini
- Церковь Оньисанти
- Церковь делле Цителле (на острове Джудекка)

являются многочисленные дворцы и церкви (в числе которых базилика Санта-Мария-делла-Салюте), а также площади Санта-Барнаба и Санта-Маргерита.